# سيرجي (آن)
سيرجي (بالفرنسية: Sergy)‏ هي بلدية فرنسية تقع في إقليم الآن في فرنسا. رمز إنسي لها هو:1401. أما الرمز البريدي لها فهو: 1630.